# Cameltoe

Cameltoe ou camel toe (littéralement « orteil de chameau ») est un terme argotique anglais utilisé pour désigner la forme de la vulve vue sous des vêtements moulants, des grandes lèvres d'une femme,.
Le cameltoe est le résultat du port de vêtements moulants tels que blue-jeans serrés, shorts, micro-shorts, leggings ou maillots de bain,,.

## Origine de l'expression

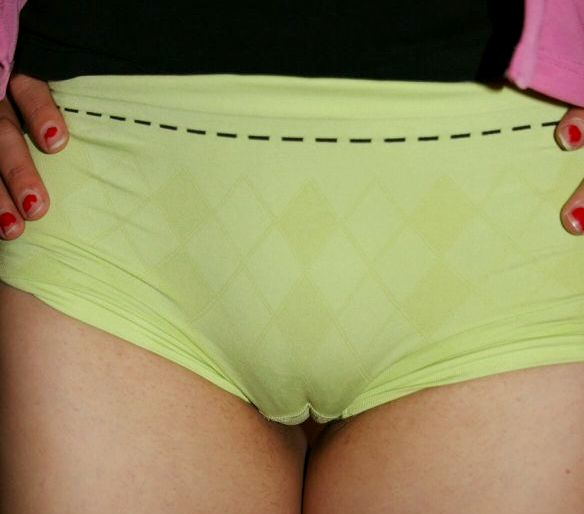
Un cameltoe.

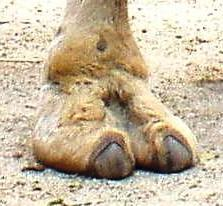
Un pied de chameau.

L'expression tire son origine  de la similitude avec les deux orteils du pied d'un chameau (« camel » en anglais).

## Chez les hommes
Chez les hommes, l'expression est plus rare mais lorsque des organes masculins sont visibles sous des vêtements à l'entre-jambe, on peut parler en anglais de moose knuckle (« jarret d'orignal »). 
Ce terme d'argot est utilisé dans le film The Weather Man et dans le deuxième épisode de la saison 12 de South Park. 